# Лако Амено
Ла̀ко Амѐно (на италиански: Lacco Ameno; на неаполитански: u Làcchë, у Лакъ) е малко пристанищно градче и община в Южна Италия, провинция Неапол, регион Кампания. Разположено е на северния бряг на остров Иския, в Тиренско море. Населението на общината е 4783 души (към 2010 г.).
Тя е една от шестте общини, от които се състои остров Иския.